# Dare megye
Dare megye az Amerikai Egyesült Államokban, azon belül Észak-Karolina államban található. Megyeszékhelye Manteo, legnagyobb városa Kill Devil Hills. Lakosainak száma 36 915 fő (2020. április 1.). Dare megye Currituck, Tyrrell és Hyde megyékkel határos.

## Népesség
A megye népességének változása:
| Lakosok száma | 33 990 | 34 239 | 34 517 | 35 019 | 35 663 | 36 915 |
|               | 2010   | 2011   | 2012   | 2013   | 2015   | 2020   |